# Робертс, Джонатан (сценарист)
Джонатан Робертс (англ. Jonathan Roberts) (род. 10 мая 1956) — американский сценарист, телепродюсер и автор. Он известен как сосценарист мультфильма Disney «Король Лев» вместе с Ирен Меччи и Линдой Вулвертон.

## Жизнь и карьера
Рождённый в Бостоне, Массачусетс Робертс изучал английскую литературу в Университете Брауна и прошёл летнюю аспирантурную программу по издательству книг и журналов в Гарварде, прежде чем начать свою карьеру.
Его первая письменная работа была «80-е: Взгляд назад» и «Официальный справочник преппи», ставшая бестселлером New York Times.
Первый приписанный сценарий Робертса был для фильма 1985 года «Верняк» со Стивеном Л. Блумом. Позже он продолжил писать для телесериала ситкома «Быстрые перемены в школе Риджмонт-Хай», где он также работал в качестве продюсера.
Затем Робертс присоединился к отделу сюжетов Disney и работал над отмеченным наградами полнометражным мультфильмом 1994 года «Король Лев» с Ирен Меччи и Линдой Вулвертон.
Он также был сценаристом для мультфильмов «Джеймс и гигантский персик» со Стивеном Л. Блумом и Кэри Киркпатриком, «Горбун из Нотр-Дама» с Тэбом Мёрфи, Ирен Меччи, Бобом Цудикером, и Нони Уайт (за которые он получил номинацию на премию «Энни» за лучший сценарий в анимационном полнометражном фильме) и «Корпорация монстров» с Эндрю Стэнтоном, Дэниелом Герсоном, Реттом Ризом и Робертом Л. Бейрдом (за который он получил номинацию на премию «Хьюго» за лучшую постановку), работая в Disney.
Робертс работал продюсером на телесериалах «Беверли-Хиллз, 90210» и «Староста класса».

## Фильмография
- Верняк (со Стивеном Л. Блумом) (1985)[4]
- Быстрые перемены в школе Риджмонт-Хай[англ.] (1986) (телесериал) (также продюсер)[5]
- Однажды укушенный (с Дэвидом Хайнсом[англ.] и Джеффри Хаузе) (1985)[14]
- Староста класса[англ.] (1989–1990) (телесериал) (Сопродюсер)[13]
- Беверли-Хиллз, 90210 (1991–1992) (телесериал) (также сопродюсер)[12]
- Дорога домой: Невероятное путешествие (1993) (неуказанный сценарист)[15]
- Король Лев (с Ирен Меччи и Линдой Вулвертон) (1994)[3]
- Джеймс и гигантский персик (со Стивеном Л. Блумом и Кэри Киркпатриком[англ.]) (1996)[6]
- Горбун из Нотр-Дама (с Тэбом Мёрфи, Ирен Меччи, Бобом Цудикером, и Нони Уайт) (1996)[7]
- Джек Фрост (со Стивеном Л. Блумом, Марком Стивеном Джонсоном и Джеффом Цезарио[англ.]) (1998)[16]
- Динозавр (2000) (неуказанный сценарист)[17]
- Похождения императора (2000) (неуказанный сценарист)[18]
- Корпорация монстров (с Эндрю Стэнтоном, Дэниелом Герсоном[англ.], Реттом Ризом и Робертом Л. Бейрдом) (2001)[10]